# Tisa Farrow
Theresa Magdalena Farrow, más conocida como Tisa Farrow (Los Ángeles, California; 22 de julio de 1951 - Rutland, Vermont; 10 de enero de 2024), fue una actriz estadounidense. Era hermana de las actrices Prudence Farrow y Mia Farrow.

## Filmografía
| Año  | Película                         | Personaje             | Observaciones                                                                                                  |
| ---- | -------------------------------- | --------------------- | --- |
| 1970 | Homer                            | Laurie Grainger       | filmada en 1969                                                                                                |
| 1972 | And Hope to Die                  | Pepper                | Título original: La Course du Lièvre à Travers les Champs                                                      |
| 1973 | Some Call It Loving              | Jennifer              | Otro título: Sleeping Beauty                                                                                   |
| 1974 | Only God Knows                   | Terry Sullivan        | |
| 1976 | Strange Shadows in an Empty Room | Julie Foster          | Título original: Una magnum special per Tony Saitta, Título en Reino Unido: Blazing Magnum                     |
| 1978 | The Initiation of Sarah          | Alberta 'Mouse'       | película para televisión                                                                                       |
| 1978 | Fingers                          | Carol                 | |
| 1979 | Search and Destroy               | Kate Barchel          | |
| 1979 | The Ordeal of Patty Hearst       | Gabi                  | película para televisión                                                                                       |
| 1979 | Manhattan                        | Invitada en la fiesta | |
| 1979 | Winter Kills                     | Enfermera #2          | |
| 1979 | Zombi 2                          | Anne Bowles           | otro título: Zombie, Zombie Flesh Eaters                                                                       |
| 1980 | The Last Hunter                  | Jane Foster           | Título italiano: L'Ultimo Cacciatore, otro título: Hunter of the Apocalypse                                    |
| 1980 | Antropophagus                    | Julie                 | otros títulos: Anthropophagus: The Grim Reaper, The Anthropophagous Beast (voz doblada por Carolyn De Fonseca) |